# Mike Singleton
Mike Singleton (ngày 21 tháng 2 năm 1951 – ngày 10 tháng 10 năm 2012) là một nhà thiết kế trò chơi điện tử người Anh, đã viết nên nhiều tựa game nổi tiếng khác nhau dành cho hệ máy ZX Spectrum trong suốt những năm 1980.  Số game này bao gồm The Lords of Midnight, Doomdark's Revenge, Dark Sceptre, War in Middle Earth và Midwinter.  Trước khi phát triển trò chơi điện tử, Singleton từng là giáo viên dạy tiếng Anh ở Ellesmere Port, Cheshire, Anh.

## Sự nghiệp
Singleton ban đầu khởi đầu nghề lập trình viên vào cuối những năm 1970, và viết Computer Race, một trò chơi đua ngựa do chính ông thiết kế cho một cửa hàng cá cược trên máy Commodore PET.  Tiếp tục từ đó, ông bắt đầu làm game arcade cho Pet, hợp tác cùng PetSoft, viết nên trò Space Ace hoàn toàn bằng mã máy 6502. Trò chơi đã phá kỷ lục bán hàng trong ngày khi bán được tới ba trăm bản.
Mối quan hệ của Singleton với PetSoft hóa ra chỉ tồn tại trong thời gian ngắn, vì PetSoft, hãng đã ký hợp đồng với Sinclair Research ở Cambridge để viết phần mềm cho chiếc ZX80 mới, để thua vào tay cỗ máy Psion.  Singleton bèn liên hệ với nhà phát minh và doanh nhân người Anh Clive Sinclair và được yêu cầu gửi kèm theo những tựa game của ông.  Sau đó, ông được đề nghị đến thăm địa điểm này ở Cambridge, và được mời làm phần mềm cho máy vi tính ZX81 hoàn toàn mới của họ.
Singleton đã sử dụng nó làm nền tảng cho dự án GamesPack1 của mình. GamesPack1 là một loạt game, mỗi trò chơi chỉ vừa với 1 kilobyte bộ nhớ. Đây là một trong những chương trình phần mềm thương mại đầu tiên được viết cho ZX81, và một thứ gì đó tỏ ra thành công rực rỡ, bán được lên đến 90.000 bản, kiếm được 6.000 bảng Anh cho những nỗ lực của mình, chỉ mất hai tuần trong kỳ nghỉ lễ Giáng sinh để hoàn thành.
Vào cuối những năm 1980, Singleton chuyển sang các máy 16-bit đang xuất hiện và làm ra bộ ba game Midwinter kinh điển, cũng sản xuất một tác phẩm khác trong dòng game Lords of Midnight vào năm 1995 mang tên Lords of Midnight: The Citadel.
Trong thế kỷ 21, Singleton tiếp tục làm việc trong lĩnh vực thiết kế game, khiến ông trở thành một trong số ít nhà phát triển đã thực hiện chuyển đổi sang những hệ máy console hiện đại hơn từ những ngày đầu của máy tính gia đình. Singleton từng có thời gian làm việc cho hãng Midas Interactive và LucasArts một số tựa game dành cho hệ máy Xbox và PlayStation, chẳng hạn như trò chơi hành động HyperSonic Xtreme và Indiana Jones and the Emperor's Tomb. Singleton còn làm ra tựa game chiến lược Wrath Unleashed, với sản phẩm mới nhất của ông là Gauntlet: Seven Sorrows, phần tiếp theo của dòng game arcade kinh điển Gauntlet, và Race Driver: Grid, một trò chơi đua xe do Codemasters phát triển. Vào thời điểm qua đời sau khi mắc bệnh ung thư, Singleton đang làm bản port sang iPhone tựa game Lords of Midnight.

## Game
| Tên                           | Nhà phân phối         | Năm  | Hệ máy                    |
| ----------------------------- | --------------------- | ---- | ------------------------- |
| Space Ace                     | PetSoft               | 1981 | PET                       |
| GamesPack1                    | Sinclair Research Ltd | 1981 | ZX81                      |
| Shadowfax                     | Postern               | 1982 | BBC, C64/VIC-20, Spectrum |
| Siege                         | Postern               | 1983 | PET/C64/VIC-20, Spectrum  |
| Snake Pit                     | Postern               | 1983 | C64/PET/VIC-20, Spectrum  |
| 3-Deep Space                  | Postern               | 1983 | C64/VIC-20, Spectrum      |
| The Lords of Midnight         | Beyond Software       | 1984 | Amstrad, C64, Spectrum    |
| Doomdark's Revenge            | Beyond                | 1985 | Amstrad, C64, Spectrum    |
| Quake Minus One               | Beyond Software       | 1985 | C64                       |
| Dark Sceptre                  | Beyond Software       | 1986 | Spectrum                  |
| Throne of Fire                | Melbourne House       | 1987 | Amstrad, C64, Spectrum    |
| War in Middle Earth           | Melbourne House       | 1988 | Spectrum                  |
| Star Trek: The Rebel Universe | Firebird Software     | 1988 | C64                       |

| Tên                            | Nhà phân phối                | Năm  | Hệ máy              |
| ------------------------------ | ---------------------------- | ---- | ------------------- |
| Star Trek: The Rebel Universe  | Simon & Schuster Interactive | 1987 | Atari ST, PC        |
| Space Cutter                   | Melbourne House              | 1987 | Amiga               |
| War in Middle Earth            | Melbourne House              | 1988 | Atari ST, Amiga, PC |
| Whirligig                      | Firebird Software            | 1988 | Atari ST, Amiga     |
| Midwinter                      | Rainbird Software            | 1989 | Atari ST, Amiga, PC |
| Flames of Freedom              | MicroProse                   | 1990 | Atari ST, Amiga, PC |
| Grimblood                      | Virgin Interactive           | 1990 | Atari ST, Amiga     |
| Ashes of Empire/Fallen Empire  | Mirage                       | 1991 | Atari ST, Amiga, PC |
| Starlord                       | MicroProse                   | 1993 | Atari ST, Amiga, PC |
| Lords of Midnight: The Citadel | Domark                       | 1995 | PC                  |
| The Ring Cycle                 | Psygnosis                    | 1995 | PC                  |

| Tên                                  | Nhà phân phối                   | Năm  | Hệ máy             |
| ------------------------------------ | ------------------------------- | ---- | ------------------ |
| HSX: HyperSonic Xtreme               | Midas Interactive Entertainment | 2002 | PlayStation        |
| Indiana Jones and the Emperor's Tomb | LucasArts                       | 2003 | Mac, PC, PS2, Xbox |
| Wrath Unleashed                      | LucasArts                       | 2004 | PS2, Xbox          |
| Gauntlet: Seven Sorrows              | Midway Home Entertainment       | 2005 | PS2, Xbox          |
| Race Driver: Grid                    | Codemasters                     | 2008 | PC, PS3, Xbox 360  |